# Thiocyanate de mercure(II)
Le thiocyanate de mercure(II) est un composé chimique de formule Hg(SCN)2. Il a été autrefois utilisé en pyrotechnie pour produire la longue cendre serpent, dit serpent de Pharaon (en), qui se forme quand une boulette de ce composé est enflammée. On l'utilisait souvent avec une petite quantité de sucre, tel que le glucose, pour servir de combustible d'appoint. L'utilisation de ce composé dans ce type de réaction par combustion partielle est extrêmement dangereuse, car il se produit des vapeurs de mercure toxiques.
Le thiocyanate de mercure(II) est produit par réaction entre un sel de mercure II (comme le chlorure de mercure(II)) et un sel thiocyanate (comme le thiocyanate de potassium), en solution dans l'eau. La réaction produit un précipité de thiocyanate de mercure(II) :
HgO + 2HSCN → Hg(SCN)2 + H2O